# Distretto di Lazharia
Il distretto di Lazharia è un distretto della provincia di Tissemsilt, in Algeria.

## Comuni
Il distretto di Lazharia comprende 3 comuni:
- Lazharia
- Boucaid
- Larbaâ